# 阿涅比区
阿涅比区 （法文：Région de l'Agnéby）是1997至2011年间存在的科特迪瓦一级行政区之一，首府阿博维尔（法文：Agboville）。2011年科特迪瓦行政区划调整后，该区与原潟湖區的大部一同被并入了新的潟湖区。

## 行政区划
该区曾有2个省（départements）:
- 阿佐佩省Département de l'Adzopé
- 阿博维尔省Département de l'Agboville

6°N 4°W / 6°N 4°W